# Bank of the West Classic 2007
Il Bank of the West Classic 2007 è stato un torneo di tennis giocato sul cemento.  
È la 37ª edizione del Bank of the West Classic, che fa parte della categoria Tier II  nell'ambito del WTA Tour 2007. 
Si è giocato al Taube Tennis Center di Stanford (California) in California dal 23 al 29 luglio 2007.

## Campionesse

### Singolare
Anna Čakvetadze ha battuto in finale  Sania Mirza, 6–3, 6–2.

### Doppio
Sania Mirza /  Shahar Peer hanno battuto in finale  Viktoryja Azaranka /  Anna Čakvetadze, 6–4, 7–6(5).